# コクダラ市
コクダラ市（コクダラ-し、可克達拉市）は、中華人民共和国新疆ウイグル自治区に位置する区直轄県級市。

## 歴史
もともとはイリ・カザフ自治州の一部。新疆生産建設兵団第4師団の所在地であるから、2015年3月18日に国務院が「師市合一」体制の県級市・コクダラ市の設置を認可された。

## 行政区画
- 団（鎮）：63団楡樹荘鎮、64団葦湖鎮、66団、67団、68団長豊鎮

## 交通
- 国道218号
- 国道312号